# Ennomos barrettaria
Ennomos barrettaria är en fjärilsart som beskrevs av Charles Oberthür. Ennomos barrettaria ingår i släktet Ennomos och familjen mätare. Inga underarter finns listade i Catalogue of Life.